# Jeb Bush
John Ellis «Jeb» Bush (Midland, Texas; 11 de febrero de 1953) es un político y empresario estadounidense. Sirvió como el 43.er gobernador de Florida entre el 5 de enero de 1999 y el 2 de enero de 2007. 
Bush, que creció en Houston, es el segundo hijo del 41.er presidente de los Estados Unidos, George H. W. Bush y hermano menor del 43.er presidente, George W. Bush. Fue precandidato por el Partido Republicano a la presidencia de los Estados Unidos. Se graduó en la Academia Phillips en Andover, Massachusetts, y asistió a la Universidad de Texas, donde obtuvo un título en asuntos latinoamericanos. En 1980, se trasladó a Florida y siguió una carrera en el desarrollo de bienes raíces, y en 1986 se convirtió en secretario de Comercio de la Florida hasta 1988. En ese momento, se unió a su padre en la exitosa campaña para la Presidencia.
En 1994, Bush hizo su primera carrera para la gobernación, pero perdió la elección por menos de dos puntos porcentuales, contra el titular Lawton Chiles. Bush se postuló de nuevo en 1998 y derrotó al vicegobernador Buddy MacKay con el 55 % de los votos. Se postuló para la reelección en 2002 y ganó con el 56 %, convirtiéndose en el primer gobernador republicano reelegido en Florida. Bush anunció su candidatura presidencial el 15 de junio de 2015.

## Biografía
Jeb Bush es hijo del expresidente George Herbert Walker Bush y de Barbara Bush y hermano del también expresidente George Walker Bush. Su nombre "Jeb" es el acrónimo de sus dos nombres y de su apellido, John Ellis Bush. Contrajo matrimonio con la mexicana Columba Garnica Gallo y se convirtió a la religión de su mujer, el catolicismo. Tienen tres hijos: George Prescott, Noelle y John Ellis Bush, Jr.

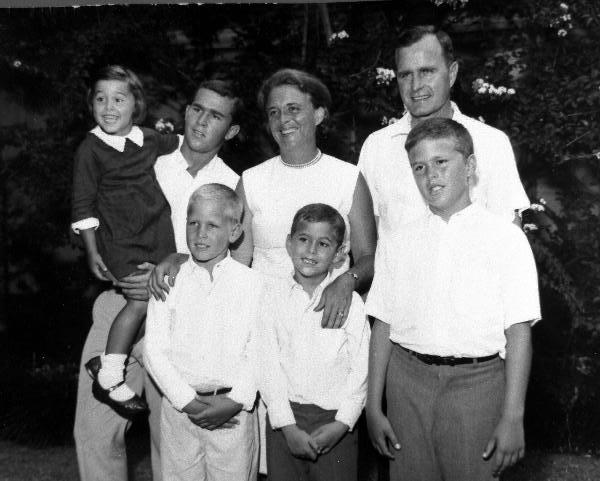
La familia Bush alrededor de la década del 60.

De joven, eligió ir a México para enseñar inglés, en un programa de intercambio en la escuela secundaria. Estudió en la Universidad de Texas, donde obtuvo una licenciatura en asuntos latinoamericanos. Se graduó en Ingeniería de petróleo. Habla un español casi perfecto y tiene un grado en estudios latinoamericanos en la Universidad de Texas en Austin; vivió en México y Venezuela y ha hecho negocios con muchos latinoamericanos.
Aunque muchos miembros de su familia habían asistido a la Universidad de Yale, Bush eligió para asistir a la Universidad de Texas en Austin, en septiembre de 1971. Jugó en el de Texas Longhorns, equipo de la escuela de tenis en 1973. Se graduó haciendo parte del Phi Beta Kappa y con los honores magna cum laude de la Universidad de Texas en Austin con una licenciatura en estudios latinoamericanos. Él terminó su curso en dos años y medio.
Empezó su carrera profesional en 1975, cuando ingresó en el Texas Commerce Bank, gracias a la intervención de James Baker, un cercano amigo de su padre que luego ocupó altos cargos en los gobiernos de Ronald Reagan y Bush padre.
En 1977, fue enviado a Caracas para impulsar los negocios del banco, pero regresó en 1980 como voluntario en la campaña de su padre para la candidatura presidencial republicana, finalmente perdida ante Reagan, si bien este lo nombró vicepresidente. Fue al final de esa campaña que él y su familia se establecieron en Miami y comenzó a relacionarse con grupos de negocios locales, varios de ellos latinos y especialmente de origen cubano.

## Gobernador de Florida (1999-2007)
Bush dejó Texas y se mudó a Florida a principios de 1980 para trabajar como corredor de bienes raíces. En 1987 y 1988, ocupó su primer cargo en el gobierno como secretario de Comercio de la Florida. Bush hizo su primera carrera por un cargo público como candidato republicano a la gobernación del estado en 1994, pero perdió la elección por un pequeño margen frente al gobernador Lawton Chiles. Sin embargo, salió victorioso en su segundo intento en 1998.
En 2006, al prohibir la ley del estado de Florida postular para un tercer mandato consecutivo, dejó la gobernación del estado en 2007, tras ocho años en el cargo. Se le reconoce su trabajo en el sistema de educación del estado, sus esfuerzos para proteger el medio ambiente y sus logros en la mejora de la economía del estado.

## Candidatura presidencial de 2016
Tras la derrota de Mitt Romney en las elecciones de noviembre de 2012, el nombre de Bush, entre otros líderes significativos, se menciona con insistencia como figura de recambio en un Partido Republicano que desesperadamente necesita una nueva imagen. En particular, se valora el fuerte potencial que puede llegar a tener entre los votantes latinos, que tanto se alejaron del Partido Republicano en los dos últimos comicios.
En junio de 2015, anunció que se presentará a la carrera presidencial para las elecciones de 2016.
Después de una serie de malos resultados en Iowa y Nuevo Hampshire, Bush gastó el dinero que le quedaba y el esfuerzo de campaña en las primarias de Carolina del Sur. Ocupó el cuarto lugar con menos del 8 % de los votos. Esa noche, suspendió su campaña, poniendo fin a su candidatura presidencial, y posteriormente respaldó al senador de Texas Ted Cruz. En un análisis de lo que salió mal, Politico argumenta que: "Su lento e incómodo tropiezo de agosto a octubre resume todo lo que provocó la operación considerada como 'Jeb !, Inc.' Bush estaba en el lado equivocado de los temas más estimulantes para los votantes primarios republicanos, él mismo era un activista oxidado y torpe y su campaña estuvo dividida por desacuerdos internos y un miedo paralizante que los dejó paralizados e incapaces de reaccionar ante Trump".
En mayo de 2016, Bush anunció que no votaría por el eventual ganador de la nominación republicana Donald Trump ni por su rival demócrata Hillary Clinton.

## Historia electoral
- Carrera para gobernador (2002)
  - Jeb Bush (R) (inc.), 56 %
  - Bill McBride (D), 43 %
- Carrera para gobernador (1998)
  - Jeb Bush (R), 55 %
  - Buddy MacKay (D), 45 %
- Carrera para gobernador (1994)
  - Lawton Chiles (D) (inc.), 51 %
  - Jeb Bush (R), 49 %